# Glanzfleckdrongo
Der Glanzfleckdrongo (Dicrurus bracteatus) ist eine Vogelart aus der Familie der Drongos.
Er wurde früher als konspezifisch mit dem Haarbuschdrongo (Dicrurus hottentottus) angesehen.
Er kommt in Australien, Indonesien, auf den Salomonen, in Thailand, Papua-Neuguinea sowie in Nordostindien vor.
Das Verbreitungsgebiet umfasst ein breites Spektrum tropischer Wälder wie Regen-, Galerie- oder Mangrovenwald.

## Beschreibung
Das Männchen ist 30 bis 32 cm groß, wiegt 88 g, das Weibchen ist 28 bis 30 cm groß und wiegt 76 g, ansonsten unterscheiden die Geschlechter sich nicht. Das Gefieder ist glänzend schwarz mit blau-grüne Glanz, der Schwanz ist lang und tief gegabelt, die Iris ist blutrot. Gelegentlich sind weiße Flecken auf der Flügeloberseite zu sehen.
Jungvögel sind blasser und noch ohne Glanz, die Iris ist braun.

## Stimme
Der Glanzfleckdrongo wird als lärmend in Nestnähe beschrieben.

## Geografische Variation
Es werden folgende Unterarten anerkannt:
- D. b. morotensis Vaurie, 1946 – englisch Morotai Drongo – Morotai
- D. b. atrocaeruleus G. R. Gray, 1861 – englisch Halmahera Drongo – Halmahera, Kasiruta, Bacan und Kofiau-Insel
- D. b. buruensis E. J. O. Hartert, 1919 – englisch Buru Drongo – Buru
- D. b. amboinensis G. R. Gray, 1861 – englisch Seram Drongo – südliche Molukken (Seram, Ambon, Haruku, Saparua)
- D. b. carbonarius Bonaparte, 1850 – englisch Papuan Drongo – Gebe (nördliche Molukken), Flachland Neuguineas und angrenzende Inseln einschließlich Westneuguinea (Waigeo, Batanta, Salawati, Misool), Inseln der Cenderawasih-Bucht, Trobriand-Inseln, D’Entrecasteaux-Inseln, Louisiade-Archipel, Torres-Strait-Inseln und Aru-Inseln
- D. b. laemostictus P. L. Sclater, 1877 – englisch Bismarck Drongo – südliches Bismarck-Archipel (Umboi und Neubritannien)
- D. b. meeki Rothschild & E. J. O. Hartert, 1903 – englisch Guadalcanal Drongo – südliche Salomonen (Guadalcanal)
- D. b. longirostris E. P. Ramsay, 1882 – englisch Makira Drongo – südliche Salomonen (Makira).
- D. b. baileyi Mathews, 1912 – Nordwesten Australiens
- D. b. atrabectus Schodde & Mason, 1999 – Nordosten Australiens, eventuell Winterzieher zu den Torres-Strait-Inseln und Neuguinea
- D. b. bracteatus Gould, 1843, Nominatform, – englisch Spangled Drongo – Ostaustraliens Küste vom Burdekin River bis New South Wales, Winterzieher nach Nordostaustralien, zu den Torres-Strait-Inseln und Neuguinea

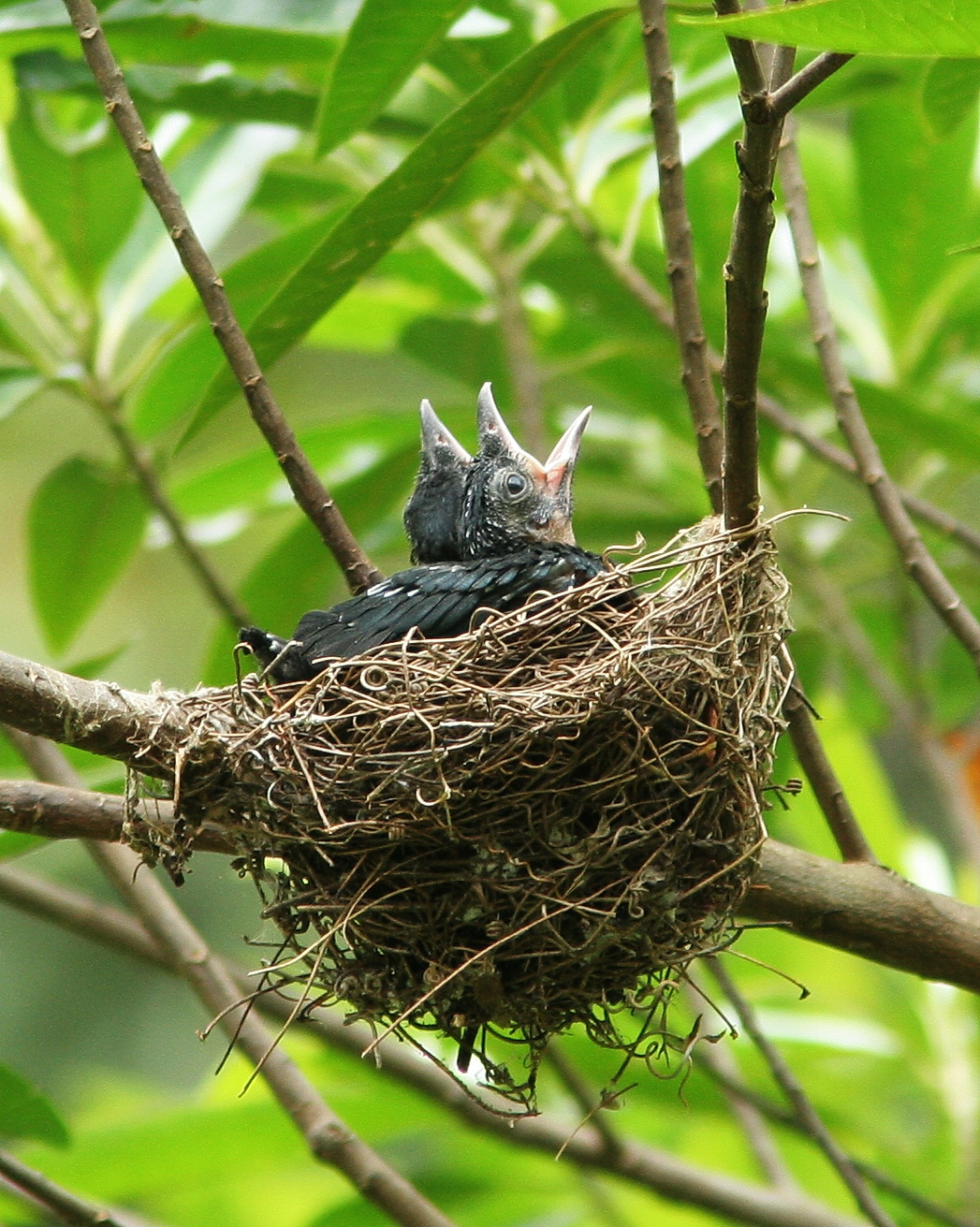
Ein Nest des Glanzfleckdrongos

## Lebensweise
Die Nahrung besteht hauptsächlich aus geflügelten Insekten, aber auch Raupen und gelegentlich kleinen Wirbeltieren.
Die Brutzeit liegt in Australien zwischen September und Anfang Mai. Das Nest wird üblicherweise an einen Ast gehängt und erinnert an eine Wiege oder Hängematte. Dieser Drongo ist nicht nur in Nestnähe aggressiv, insbesondere gegen Beutegreifer, sondern jagt anderen Vögeln, gerne Stachelbürzlern, Beute ab.

## Gefährdungssituation
Der Bestand gilt als nicht gefährdet (Least Concern).